# Tom Burpee
Henry Thomas Burpee, mieux connu comme Tom Burpee, né le 11 février 1885 et mort en 1972 est le premier secrétaire général élu du Parti communiste du Canada lors du congrès de sa fondation qui a lieu les 28 et 29 mai 1921 à Guelph, en Ontario.
Il sera remplacé en décembre 1921 par William Moriarty.
Préférant des tâches plus administratives que publiques, il organise une école où les immigrants peuvent apprendre l’anglais. Il épouse Helen Marter Sutcliffe le 1er janvier 1927, à York, en Ontario. Il reste cependant actif au sein du parti jusqu'à la fin de sa vie et sera l’un des trois membres fondateurs présents à la célébration du cinquantième anniversaire du Parti communiste du Canada en 1971.